# کریبول
کریبول (به بلغاری: Kribul) یک منطقهٔ مسکونی در بلغارستان است که در شهرستان ساتووچا واقع شده‌است.
 کریبول ۱۱٫۰۲۹ کیلومتر مربع مساحت و ۳۸۷ نفر جمعیت دارد و ۸۲۵ متر بالاتر از سطح دریا واقع شده‌است.